# (30768) 1983 YK
(30768) 1983 YK est un objet de la ceinture principale extérieure de 18,289 km de diamètre découvert en 1983.

## Description
(30768) 1983 YK a été découvert le 29 décembre 1983 à Pino Torinese en Italie, par Giuseppe Massone et Giovanni de Sanctis.

### Caractéristiques orbitales
L'orbite de cet astéroïde est caractérisée par un demi-grand axe de 3,24 ua, un périhélie de 3,19 ua, une excentricité de 0,02 et une inclinaison de 9,89° par rapport à l'écliptique. Du fait de ces caractéristiques, à savoir un demi-grand axe entre 3,2 et 4,6 ua, il est classé, selon la JPL Small-Body Database, comme objet de la ceinture principale extérieure.

### Caractéristiques physiques
(30768) 1983 YK a une magnitude absolue (H) de 12,7 et un albédo estimé à 0,048, ce qui permet de calculer un diamètre de 18,289 km. Ces résultats ont été obtenus grâce aux observations du Wide-field Infrared Survey Explorer (WISE), un télescope spatial américain mis en orbite en 2009 et observant l'ensemble du ciel dans l'infrarouge, et publiés en 2011 dans un article présentant les premiers résultats concernant les astéroïdes de la ceinture principale.